# Игор Шелист
Игор Шелист е бивш украински футболен вратар. Пазил е за българските Етър и Локомотив (София), като има 61 мача в А група.

## Кариера
Започва кариерата си в Кристал (Херсон). Впоследствие пази за няколко тима от долните дивизии на СССР и впоследствие Украйна. Привлечен е в Етър (Велико Търново) през 1993 г., но първоначално не успява да се наложи в състава. Даден е под наем на тима на Мелионатор. През сезон 1994/95 Шелист е титуляр на вратата на Етър и печели с тима Купата на ПФЛ. Украинецът продължава да е първи избор и през следващия сезон, а през 1996 г. преминава в Локомотив (София). За столичните железничари обаче записва едва 3 мача в А група. С Локомотив играе и в турнира за Купата на УЕФА. След това носи екипите на различни клубове в Украйна.
Шелист е ръководител във ФК Херсон. През 2015 г. се дипломира за треньор, получавайки категория C.